# Филодендрон красноватый
Филоде́ндрон краснова́тый, или Филоде́ндрон красне́ющий (лат. Philodéndron erubescens) — вечнозелёное цветковое многолетнее растение, вид рода Филодендрон (Philodendron) семейства Ароидные (Araceae).

## Ботаническое описание
Лазящие неветвящиеся лианы.

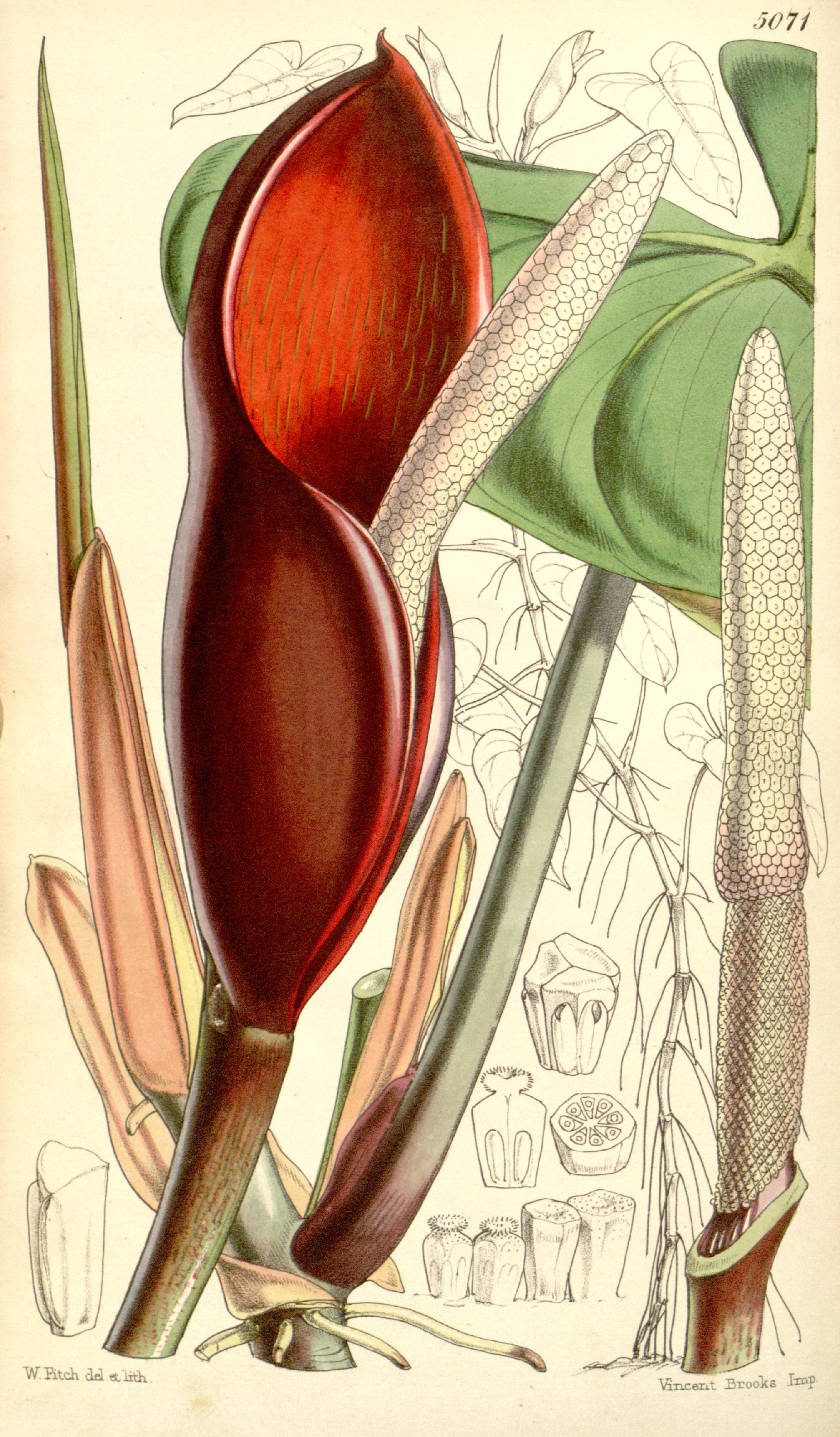
Hooker в журнале «Botanical Magazine», том 5071, 1858 г.

Ствол зелёный с красноватыми междоузлиями, у старых растений сероватый. Побеги нежные, ломкие.
Листья яйцевидно-треугольные, 18—25 см длиной, 13—18 см шириной, кожистые, тёмно-зелёные, с розоватыми краями; молодые тёмно-красно-коричневые. Черешок 20—25 см длиной, пурпурный у основания.
Покрывало 15 см длиной, тёмно-пурпурное. Початок белый, ароматный.

## Распространение
Растёт во влажных тропических лесах, на склонах гор в Колумбии.

## Практическое использование
Выращивается в тёплых оранжереях и комнатах как декоративное растение. На основе этого вида выведено почти два десятка гибридов. Наиболее популярный из них «Burgundy».
Местоположение должно быть светлым или в полутени, необходимо избегать попадания прямых солнечных лучей; полив необходим обильный, не допускающий пересыхания или переувлажнения почвы; очень крупные растения надо удобрять с весны по осень раз в неделю, остальные — раз в две недели, зимой — раз в месяц; листья часто надо опрыскивать или обтирать влажной тряпкой; температура должная быть умеренной, зимой не ниже 12 °C. В качестве опоры деревянная решётка не годится, лучше подойдёт старая коряга, подобранная в лесу. Филодендрон будет повторять все её изгибы, какими бы причудливыми они не были. Для лучшего роста воздушных корней, корягу необходимо обернуть трёхсантиметровым слоем мха-сфагнума.
Размножается верхушечными и стеблевыми черенками. Поражается щитовкой, при чрезмерном поливе возможно загнивание корней.